# Mino Raiola
Carmine Raiola, plus connu sous le nom de Mino Raiola, né le 4 novembre 1967 à Nocera Inferiore en Campanie et mort le 30 avril 2022 à Milan, est un agent de joueurs de football italo-néerlandais.
Il est surtout connu pour avoir été l'agent des Néerlandais Matthijs de Ligt, Xavi Simons, du Norvégien Erling Haaland, du joueur suédois Zlatan Ibrahimović, des Italiens Marco Verratti, Moise Kean et Mario Balotelli, de l'Arménien Henrikh Mkhitaryan, des Français Paul Pogba et Blaise Matuidi et pour avoir été celui du milieu tchèque Pavel Nedvěd.
Il parlait sept langues : italien, anglais, allemand, espagnol, français, portugais et néerlandais et résidait à Monaco.

## Biographie

### Jeunesse
Né dans la province de Salerne à Nocera Inferiore d'une famille originaire d'Angri, Mino Raiola part vivre avec ses parents à Haarlem aux Pays-Bas en 1968 à l'âge de un an.
Son père, mécanicien d'origine, ouvre alors une sandwicherie (qui deviendra ensuite une pizzeria, puis un restaurant) appelée « Napoli », où Mino aidera en tant que serveur de temps à autre. Il commence ensuite des études de droit.
Il commence à jouer au football avec l'équipe de jeunes du HFC Haarlem, et s'arrête à 18 ans en 1986. Un an plus tard, il devient responsable du secteur jeunes de l'équipe qui gagne divers coupes .

### Les débuts dans les affaires
Cette même année, en 1987, Mino Raiola commence sa carrière d'entrepreneur, et achète tout d'abord un restaurant McDonald's (qu'il revend peu de temps après) puis entre au conseil d'administration des entrepreneurs d'Haarlem.
À l'âge de 20 ans, il fonde sa société de courtage, l'« Intermezzo » accompagné de Massimo Videmonti qui l’appuyait sur quelques dossiers officieusement, et deviendra plus tard son collaborateur.
En plus d'être responsable du centre de formation du club d'Haarlem, il devient également directeur sportif du club. À travers un accord passé avec le syndicat des joueurs, il devient alors le représentant des joueurs néerlandais à l'étranger.
En 1992, il réalise son premier gros coup en s'occupant du transfert de Bryan Roy à Foggia, puis un an plus tard, il intervient comme médiateur lors du transfert de Dennis Bergkamp et Wim Jonk, passant de l'Ajax Amsterdam à l'Inter.

### Carrière d'agent
Mino Raiola devient ensuite officiellement agent de joueurs à la FIFA, abandonnant alors toutes ses autres activités. Il crée sa société « Maguire Tax & Legal » à Amsterdam (nom inspiré du film Jerry Maguire avec Tom Cruise), puis la « Sportman », siégeant à Monaco (mais avec des bureaux de représentation au Brésil, Pays-Bas et République tchèque).
Durant les années suivantes, il s'occupe des transferts de plusieurs joueurs, comme Michel Kreek à Padoue, Marciano Vink au Genoa et de Pavel Nedvěd à la Juventus.
Aux Pays-Bas, il continue à asseoir sa renommée en prenant en charge Zlatan Ibrahimović, Maxwell et Mido, tous trois joueurs de l'Ajax. Grâce à ses origines italiennes, il s'installe alors durablement dans le milieu de la Serie A et garde de bons contacts avec les grands clubs italiens.
Le 31 août 2004, lors du dernier jour du mercato estival, Raiola fait signer Zlatan Ibrahimović à la Juventus, tandis que Maxwell et Zdeněk Grygera décident de ne pas renouveler leur contrat avec l'Ajax, pouvant donc quitter le club gratuitement. Après ces évènements, l'Ajax décidera de ne plus faire d'affaires avec Raiola pendant plusieurs années.
Il atteint la notoriété internationale grâce aux joueurs mondialement connus placés sous son aile, et grâce auxquels il devient rapidement multimillionnaire lors des négociations de transferts, parmi lesquels Zlatan Ibrahimović au FC Barcelone (où Raiola signa un accord lui promettant 1,2 million d'euros jusqu'en 2014) ou encore Mario Balotelli à Manchester City.
À l'été 2010 et au mercato hivernal 2011, il s'occupe des transferts d'Ibrahimović, Mario Balotelli, Robinho, Mark van Bommel, Urby Emanuelson, Dídac Vilà ou encore de Jonathas. Selon Sky en 2011, il a gagné plus de 5 000 000 couronnes suédoises (environ 500 000 euros).
Durant l'été 2012, il participe à la venue de Zlatan Ibrahimović au PSG et de Paul Pogba à la Juventus, puis en janvier 2013, il participe à l'arrivée de Mario Balotelli au Milan.
À l'été 2016, il gère le transfert record de Paul Pogba de la Juventus de Turin vers Manchester United pour 110 millions d'euros. Il aurait perçu dans la transaction 49 millions d'euros de commission, grâce à un conflit d'intérêts hors norme : il était à la fois l’agent de la Juventus, de Manchester et du joueur.
Le 19 juillet 2017, il devient officiellement l'agent de l'Italien Marco Verratti. Il est aussi l’agent de Matthijs de Ligt, défenseur de la Juventus de Turin.
Le 12 janvier 2022, il est hospitalisé d'urgence à Milan en raison d'une maladie pulmonaire.
Le 28 avril 2022, les médias italiens annoncent son décès des suites de sa maladie, l'information est néanmoins démentie par son entourage, le disant « mal en point ». Il meurt deux jours plus tard des suites de sa maladie pulmonaire à l'hôpital San Raffaele où il était hospitalisé,,,.